# شاپور جفرودی
شاپور جفرودی (زاده ۱ مهر ۱۳۰۷ – درگذشته ۱۳ خرداد ۱۳۸۳) هنرمند، شاعر، ترانه سرا، آهنگساز، بازیگر تئاتر و خواننده موسیقی گیلکی بود.

## زندگی
شاپور جفرودی در سال ۱۳۰۷ در شهرستان رشت به دنیا آمد. وی فعالیت‌های هنری خود را از سن ۱۶ سالگی از طریق ایفای نقش در برنامه‌های تئاتر دبیرستانها، آموزش و پرورش و سپس اداره کل فرهنگ و هنر استان گیلان آغاز نمود و به مدت ده سال در سالن تئاتر گیلان موسوم به تماشاخانه گیلان، برنامه‌های تئاتر طنز و انتقادی در پیش پرده و میان پرده‌های تئاتر را اجرا نمود.
در سال ۱۳۲۶ و هم‌زمان با اوج‌گیری فعالیت‌های هنری و تئاتر در تماشاخانه گیلان، تیپ مستقل رشت از طرف ارتش در شهر رشت تشکیل گردید. در آن زمان ارتش کشور از رادیوی اختصاصی برخوردار بود و به همین دلیل، تیپ مستقل رشت از او خواست تا نسبت به تأسیس رادیو ارتش رشت اقدام کند.
با توجه به صدای گرم این هنرمند و تسلط وی به دستگاه‌های موسیقی ایرانی، در سال ۱۳۳۰ جهت همکاری با ارکستر بزرگ رادیو ایران واقع در تهران فراخوانده شد و پس از قبولی در تست صدا و شیوه‌های آوازخوانی، همکاری با رادیو تهران را آغاز نمود. جفرودی، پس از موفقیت در تست صدا و خوانندگی، برای همکاری با برنامه کارگران رادیو تهران پذیرفته شد و شروع به اجرای برنامه نمود.
در این دوران، جفرودی برای اجرای برنامه به صورت کنسرت به شهرهای مختلف کشور سفر می‌کرد و برنامه‌های متعددی اجرا نمود که با استقبال گسترده مردم مواجه می‌شد. وی از اجرای کنسرت خود در شهر چالوس در سال ۱۳۳۴ به رهبری رکن الدین نژند به نیکی یاد می‌کند و ان را از برنامه‌های بسیار موفق خود می‌داند.
پس از همکاری با شاپور نیاکان، فعالیت‌های هنری جفرودی مورد توجه ارکستر بزرگ رادیو ایران که در آن زمان از همکاری اساتید موسیقی کشور از جمله مشیر همایون شهردار، حسین یاحقی، حبیب اله بدیعی، عبداله جهان پناه، سیروس شهردار، محمد میرنقیبی، مجید وفادار، فرهنگ شریف، احمد عبادی و بسیاری از بزرگان موسیقی کشور بهره می‌برد قرار گرفت. در این دوران، سبک ترانه‌های جفرودی به سمت موسیقی اصیل ایرانی گرائید و در دوران همکاری با ارکستر بزرگ رادیو تهران، ترانه‌های متعددی از جمله گل بهار، مهتاب شبان، بیاد او، باغچه، برگ گل، جشن گل، خنده سحر، چشم عاشقان، عالیه، دل بیقرار، پیک آرزو و را اجرا نمود. در آن زمان، افرادی مانند بهرام شمس، همایون خرم، امیر ناصر افتتاح، انوشیروان روحانی، پرویز یاحقی، جهانگیر ملک و جلال ذوالفنون که بعدها خود از اساتید موسیقی کشور شدند در ارکستر بزرگ رادیو ایران با جفرودی همکاری داشته‌اند. دوران شکوفایی فعالیت‌های هنری جفرودی در رادیو تهران به سال‌های ۱۳۳۰ الی ۱۳۴۰ برمی گردد که ترانه سرایان مشهوری از جمله تورج نگهبان، بیژن ترقی، تیمورتاش، شهدی لنگرودی، ابوالقاسم حالت، محمود پاینده و جعفر مهرداد (شاعر ترانهٔ گل پامچال) برای وی شعر سروده‌اند. ترانه‌های این هنرمند در دوران همکاری اش با ارکستر بزرگ رادیو تهران در دستگاه‌های مختلف موسیقی ایرانی منجمله دشتی، افشاری، ابوعطا، شوشتری، شور، سه گاه، بیات ترک و ماهور است.
در سال ۱۳۳۴ برنامه گلها به همت داود پیرنیا در رادیو تهران آغاز به کار کرد. این برنامه که شامل شش مجموعه گلهای جاویدان، گلهای رنگارنگ، برگ سبز، یک شاخه گل، گلهای صحرایی و گلهای تازه بود مجموعه‌ای بی بدیل از هزاران ساعت موسیقی و ترانه اصیل ایرانی را فراهم آورد که امروز مجموعه آن‌ها "گنجینه گلهاً نامیده می‌شود. در این برنامه‌ها، خوانندگان بزرگ و اساتید موسیقی ایران از جمله غلامحسین بنان، حسین قوامی، عبدالوهاب شهیدی، مرضیه، الهه، خوانساری، شجریان، اکبر گلپایگانی، نادر گلچین و بسیاری از اساتید موسیقی اصیل ایرانی به اجرای برنامه پرداخته‌اند. شاپور جفرودی به واسطه صدای زیبا و تسلط بر موسیقی اصیل ایرانی یکی از خوانندگانی است که به برنامه گلها دعوت شده و با آن همکاری کرده‌است. جفرودی دو برنامه در گلهای صحرایی شماره ۲۵ و دو برنامه در بک شاخه گل شماره‌های ۵۱ و ۶۵ با همکاری استاد احمد عبادی دارد و هر چهار برنامه مذکور به زبان محلی گیلکی اجراشده‌است. از بین خوانندگان محلی گیلانی به غیر از جفرودی، ناصر مسعودی و شمس نیز به اجرای برنامه به زبان محلی گیلکی در مجموعه گلها دعوت شده‌اند.
سازمان یونسکو مجموعه موسیقی ایرانی "گنجینه گلهاً را "بزرگ‌ترین گنجینه میراث صوتی" قلمداد کرده‌است.
در سال ۱۳۳۶، شاپور جفرودی که در اوج محبوبیت و فعالیت هنری قرار داشت، با دختر عموی خود ازدواج نمود.
آن سال‌های موفق با تأسیس تلویزیون ملی ایران مصادف شد و جفرودی که دیگر جز هنرمنران محبوب و شناخته شده محسوب می‌گردید توسط حبیب اله ثابت پاسال مؤسس تلویزیون ایران برای همکاری با این رسانه دعوت شد و در آن به اجرای برنامه پرداخت. در بدو تأسیس تلویزیون ملی ایران در سال ۱۳۳۷، فرستنده این تلویزیون زیر پوشش وزارت پست و تلگراف و تلفن قرار داشت و برنامه‌های آن به صورت ۴ ساعت در روز برای شهرهای تهران، آبادان و اهواز پخش می‌شد. حضور مستمر در تلویزیون در زمان تأسیس و سال‌های بعد از آن باعث گردید تا وی در سال ۱۳۴۴، هنگامی که فرستنده‌های تلویزیون ملی ایران در شهرهای بزرگ ایران تأسیس گردید، به عنوان مجری و خواننده در برنامه " فانوس" که به پخش موسیقی ایرانی اختصاص داشت فعالیت کند.
از سال ۱۳۴۶ به دعوت وزارت کار و با موافقت تلویزیون ملی ایران، شاپور جفرودی مسئول راه اندازی برنامه " کارگران " گردید و به مدت ۳ سال با این برنامه همکاری داشت و سپس به وزارت فرهنگ و هنر رفت و به عنوان مدرس موسیقی و خواننده به مدت ۶ سال همکاری داشت. وی همواره از آن دوران به عنوان بهترین دوران هنری خود یاد می‌کرد.
در همان سال‌ها، وی به پیشنهاد استاد حبیب اله بدیعی بیش از هفتاد ترانه محلی به صورت تک صدایی و دو صدایی با خانم شمس (همسر حبیب اله بدیعی)، یاسمین، ناهید سرافراز و عمیمی نژاد اجرا نمود که به شدت مورد توجه مردم گیلان قرار گرفت.
ترانه‌های محلی جفرودی به ویژه "جان مریم"، "در زندی"، "لالایی"، "دل بیقرار"، "پیک آرزو" و "پاییز گیلان" به شدت مورد توجه و استقبال عمومی قرار گرفت.
در خلال سال‌های ۱۳۴۶–۱۳۵۲، جفرودی کمتر به اجرای برنامه می‌پرداخت و فعالیت‌های هنری او محدود به سرودن اشعار محلی و تدریس در آموزشگاه‌های هنری وزارت فرهنگ گردید. وی در سال ۱۳۵۲ پس از بازنشستگی، به دعوت شاعر و ترانه‌سرای گیلانی حسن وحید عصر به همراه خانواده رشت عزیمت نمود. پس از عزیمت به رشت، او مجدداً فعالیت‌های هنری خود را آغاز کرد و با جمعی از نوازندگان سرشناس گیلانی از جمله داریوش علیزاده، احمد سیگارچی، بهزاد فروهری، فروزانفر و افتخاری همکاری نمود و با اشعاری که خود سروده و اشعار حسن وحید عصر یک آلبوم کامل از ترانه‌های محلی را اجرا نمود.
دوران فعالیت‌های مجدد خوانندگی را می‌توان دوران جدیدی از فعالیت‌های هنری او شمرد. در سال‌های قبل، ترانه‌های جفرودی برگرفته از فرهنگ غالب بر اشعار ترانه‌سراهای دههٔ ۳۰، اغلب احساسی و عاشقانه بود. اما ترانه‌های جفرودی در دوره جدید خوانندگی او که در نیمه دههٔ چهل زندگی خود قرار داشت بیشتر جنبهٔ اجتماعی دارد و با توجه به عزیمت او به شهر زادگاهش رشت، با حساسیت بیشتری به شرایط فرهنگی و پایبندی بر ادبیات فولکوریک سروده شده‌اند.
در سبک و روش خوانندگی جفرودی به ویژه در سال‌های آخر فعالیت‌های هنری اش، توانایی شگفت‌انگیزی در استفاده از حرکات چشم، صورت و دست‌هایش برای ارتباط با مخاطب و نفوذ بیشتر کلامش بر او به چشم می‌خورد و بسیاری از هنرمندان معاصر او، این توانمندی را با سابقه بازیگری تئاتر در سال‌های جوانی اش بی ارتباط نمی‌دانند.

## درگذشت
شاپور جفرودی در سحرگاه سیزدهم خرداد سال ۱۳۸۳ در سن ۷۵ سالگی در منزل خود در تهران درگذشت. آرامگاه وی امام زاده طاهر کرج واقع در غرب استان تهران در جوار مقبره هنرمندانی چون بنان، دلکش، ذوالفنون، گلنراقی، گلشیری، مهرپویا، ناصر افتتاح، قوامی، احمد شاملو، مرتضی حنانه، بهاری، شاپور نیاکان، پوران، تجویدی و … می‌باشد.

## برخی از ترانه‌ها
شاپور جفرودی در طول فعالیت هنری خود بیش از ۲۵۰ ترانه اجرا نموده‌است، که برخی از آن‌ها به شرح ذیل است.
- جشن گل
- چشم عاشقان
- لالایی
- در زندی
- قدیمی رشتی
- جان مریم
- آخدا
- ماهی
- چینی‌ام
- من گم تو بیشمار
- عجب گیلان قشنگه
- کاروان عشق
- ماهیگیر
- گلهای صحرایی ۲۵